# Eerste nationale herenhandbal 2006/07
De eerste nationale 2006/07 is de hoogste divisie in het Belgische handbal.

## Teams
| Ploeg              | Plaats       | Provincie      | Trainers                                     | Hal                         |
| ------------------ | ------------ | -------------- | -------------------------------------------- | --------------------------- |
| HC AtomiX          | Haacht       | Vlaams-Brabant | Vlag van onbekend gebied                     | Den Dijk                    |
| KTSV Eupen 1889    | Eupen        | Luik           | Vlag van onbekend gebied                     | Sportzentrum Eupen          |
| HC Eynatten        | Eynatten     | Luik           | Willy Kück                                   | Sporthalle Eynatten         |
| Initia HC Hasselt  | Hasselt      | Limburg        | Luc Boiten                                   | Alverberg                   |
| Kreasa Houthalen   | Houthalen    | Limburg        | Vlag van onbekend gebied                     | Lakerveld                   |
| ROC Flémalle       | Flémalle     | Luik           | Thierry Herbillon                            | Hall omnisports André Cools |
| KV Sasja HC        | Hoboken      | Antwerpen      | Alex Jacobs                                  | Sorghvliedt                 |
| Sporting Neerpelt  | Neerpelt     | Limburg        | Pierre Jansen                                | Dommelhof                   |
| United HC Tongeren | Tongeren     | Limburg        | Pedrag Dosen                                 | Eburons Dôme                |
| Union Beynoise     | Beyne-Heusay | Luik           | Bujar Qerimi Edo Delic vroegtijdig ontslagen | Hall Omnisports Edmond Rigo |

## Reguliere competitie
| Pos | Club               | Wed | W  | G | V  | Ptn | DT  | DV  | +/−  | Opmerking                                          |
| --- | ------------------ | --- | -- | - | -- | --- | --- | --- | ---- | -------------------------------------------------- |
| 1   | Initia HC Hasselt  | 18  | 13 | 2 | 3  | 28  | 517 | 427 | +90  | Geplaatst voor kampioenspoule                      |
| 2   | United HC Tongeren | 18  | 13 | 1 | 4  | 27  | 572 | 497 | +75  | Geplaatst voor kampioenspoule                      |
| 3   | KV Sasja HC        | 18  | 13 | 1 | 4  | 27  | 575 | 495 | +80  | Geplaatst voor kampioenspoule                      |
| 4   | Sporting Neerpelt  | 18  | 11 | 3 | 4  | 25  | 601 | 521 | +80  | Geplaatst voor kampioenspoule                      |
| 5   | HC Eynatten        | 18  | 8  | 3 | 7  | 19  | 543 | 510 | +33  | Geplaatst voor kampioenspoule                      |
| 6   | Union Beynoise     | 18  | 7  | 2 | 9  | 16  | 515 | 567 | -52  | Geplaatst voor kampioenspoule                      |
| 7   | ROC Flémalle       | 18  | 5  | 2 | 11 | 12  | 467 | 526 | -59  | Geplaatst voor play-down                           |
| 8   | HC AtomiX          | 18  | 4  | 3 | 11 | 11  | 480 | 531 | -51  | Geplaatst voor play-down                           |
| 9   | Kreasa Houthalen   | 18  | 4  | 0 | 14 | 8   | 470 | 576 | -106 | Geplaatst voor play-down                           |
| 10  | KTSV Eupen 1889    | 18  | 3  | 1 | 14 | 7   | 495 | 585 | -90  | Rechtstreeks gedegradeerd naar de tweede nationale |

## Nacompetitie

### Play-down
- Achilles Bocholt is runner-up van de tweede nationale en daardoor deel

| Pos | Club             | Wed | W | G | V | Ptn | DT  | DV  | +/− | Opmerking                           |
| --- | ---------------- | --- | - | - | - | --- | --- | --- | --- | ----------------------------------- |
| 1   | ROC Flémalle     | 6   | 5 | 0 | 1 | 12  | 170 | 137 | +33 |                                     |
| 2   | HC AtomiX        | 6   | 2 | 2 | 2 | 7   | 155 | 155 | 0   |                                     |
| 3   | Achilles Bocholt | 6   | 1 | 3 | 2 | 5   | 145 | 150 | -5  | Promotie naar de eerste nationale   |
| 4   | Kreasa Houthalen | 6   | 0 | 2 | 4 | 2   | 152 | 180 | -28 | Degradeert naar de tweede nationale |

### Play-off

#### Groep A
| Pos | Club               | Wed | W | G | V | Ptn | DV  | DT  | +/− | BP | Opmerking                       |
| --- | ------------------ | --- | - | - | - | --- | --- | --- | --- | -- | ------------------------------- |
| 1   | KV Sasja HC        | 4   | 4 | 0 | 0 | 10  | 144 | 97  | 47  | +2 | Geplaatst voor de Best of Three |
| 2   | United HC Tongeren | 4   | 2 | 0 | 2 | 7   | 128 | 109 | 19  | +3 |                                 |
| 3   | Union Beynoise     | 4   | 0 | 0 | 4 | 1   | 94  | 160 | -66 | +1 |                                 |

#### Groep B
| Pos | Club              | Wed | W | G | V | Ptn | DV  | DT  | +/− | BP | Opmerking                       |
| --- | ----------------- | --- | - | - | - | --- | --- | --- | --- | -- | ------------------------------- |
| 1   | Initia HC Hasselt | 4   | 2 | 1 | 1 | 8   | 107 | 109 | -2  | +3 | Geplaatst voor de Best of Three |
| 2   | HC Eynatten       | 4   | 2 | 1 | 1 | 6   | 119 | 106 | +13 | +1 |                                 |
| 3   | Sporting Neerpelt | 4   | 0 | 2 | 2 | 4   | 113 | 124 | -11 | +2 |                                 |

### Rangschikking wedstrijden

#### 5e & 6e plaats
| 15 mei 2007 | Sporting Neerpelt | 33 - 32 | Union Beynoise |

#### 3e & 4e plaats
| 12 mei | United HC Tongeren | 33 - 34 | HC Eynatten |

### Best of Three
| 16 mei 2017 | KV Sasja HC | 26 - 27 | Initia Hasselt | Sorghvliedt, Antwerpen |
| 16 mei 2017 |             |         |                | Sorghvliedt, Antwerpen |
| 16 mei 2017 |             |         |                | Sorghvliedt, Antwerpen |

| 17 mei 2017 | Initia Hasselt | 24 - 27 | KV Sasja HC | Alverberg, Hasselt |
| 17 mei 2017 |                |         |             | Alverberg, Hasselt |
| 17 mei 2017 |                |         |             | Alverberg, Hasselt |

| 19 mei 2017 | Initia Hasselt | 24 - 25 | KV Sasja HC | Alverberg, Hasselt |
| 19 mei 2017 |                |         |             | Alverberg, Hasselt |
| 19 mei 2017 |                |         |             | Alverberg, Hasselt |

|             |
| KV SASJA HC |
| 5de titel   |